# 프랑크푸르트 동역
프랑크푸르트 동역(독일어: Bahnhof Frankfurt (Main) Ost 또는 독일어: Frankfurt Ostbahnhof)은 독일 프랑크푸르트 오스트엔트구에 위치한 철도역이다. 이 역에 있는 컨테이너 터미널은 프랑크푸르트 중앙 화물장(Hauptgüterbahnhof)이 폐쇄된 후 도시에 남아 있는 두 개의 화물장 중 하나이다. 프랑크푸르트 동쪽 강 항구의 화물장도 동쪽에 있다.

## 역사

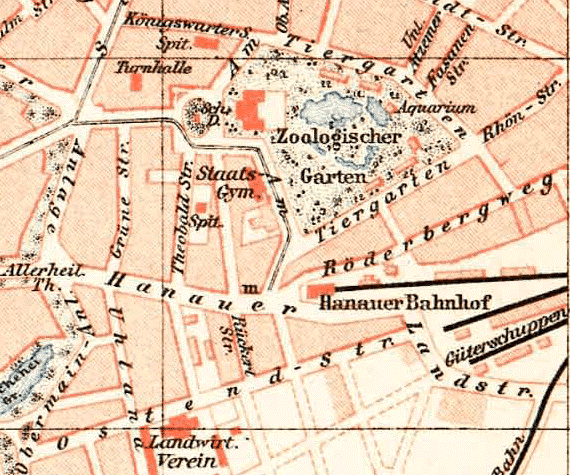
인접한 구 하나우역 지도

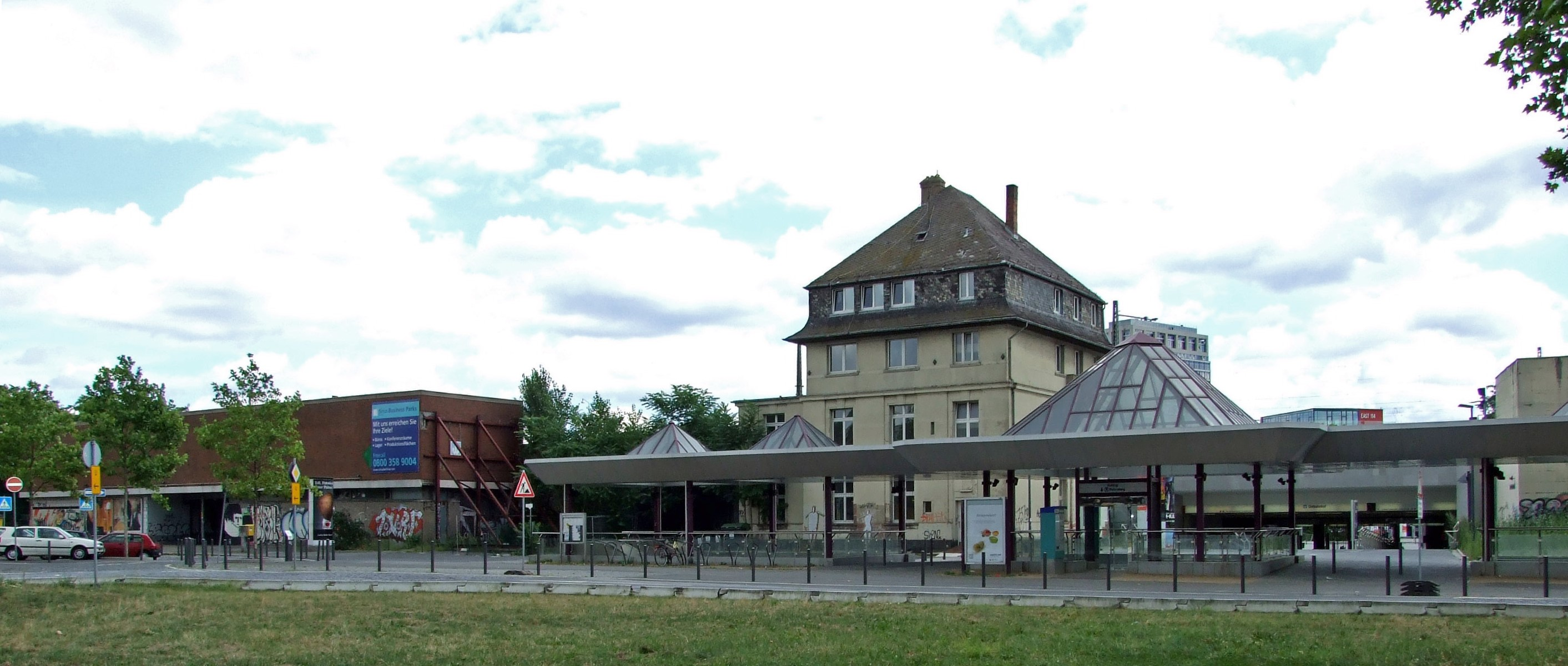
본선·지하철역

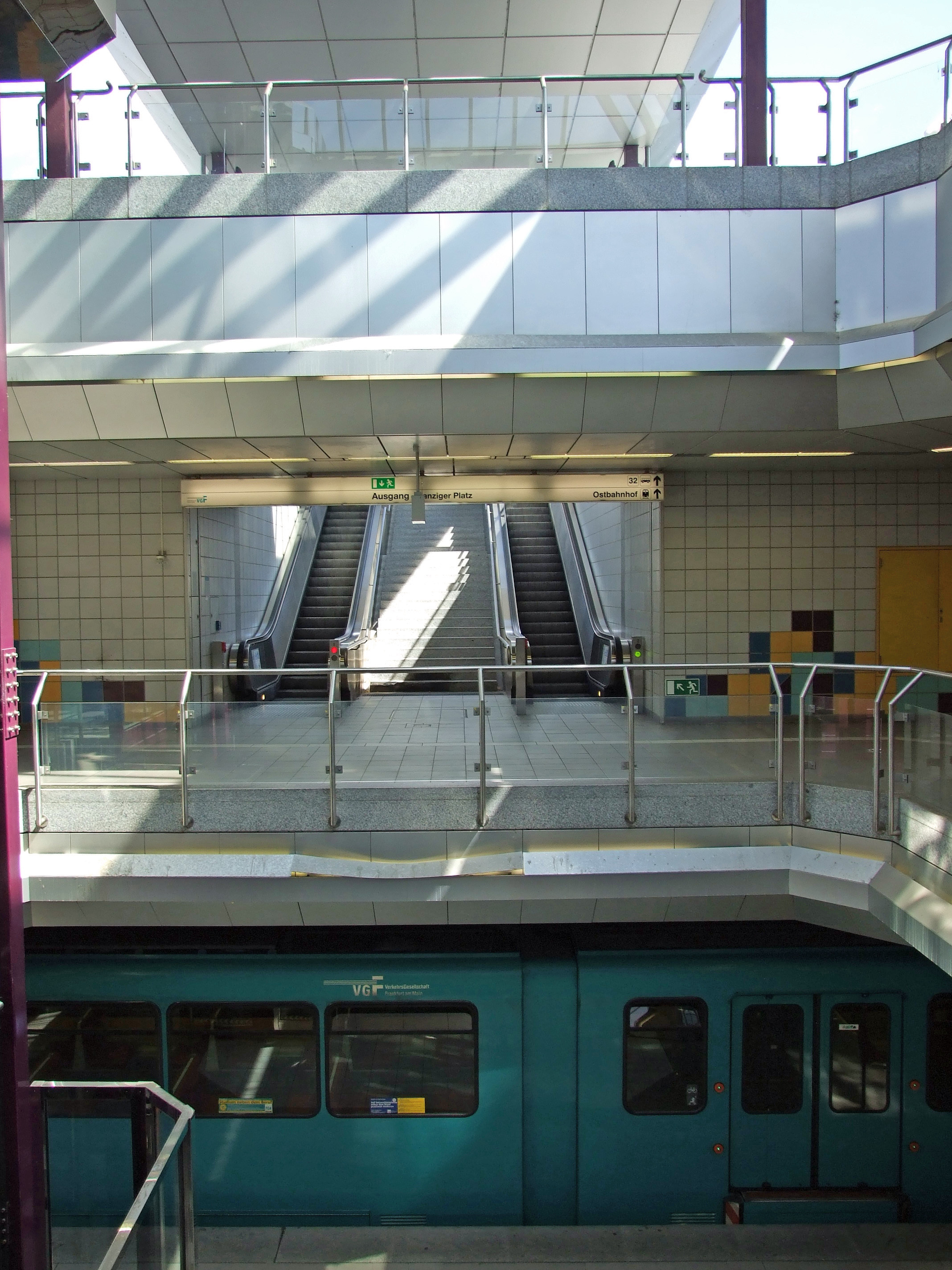
3층의 지하철역

동역이 개통될 때까지, 하나우에서 오는 열차는 동물원 남쪽의 뢰데르베르그베크, 초벨슈트라세, 하나우어 란트슈트라세 거리 사이의 터미널 역까지 운행되었다. 1848년 9월 10일 프랑크푸르트-하나우 철도에 의해 하나우 역 (프랑크푸르트)하나우 역(Hanauer Bahnhof)이란 이름으로 개통되었다. 이 노선과 역은 1872년 헤센 루드비히 철도가 인수했고, 1897년 프로이센 국영 철도가 인수했다.
현재의 동역은 1913년 3월 10일 프로이센 국영 철도에 의해 공식적으로 개통되었다. 그러나 화물 운임은 4월 1일에 시작되었고 1913년 5월에 여객 운영이 시작되었다. 1914년에 세워진 거대한 홀이 있던 초기 역건물은 제2차 세계 대전에서 전소되었고 60%가 파괴되었다. 이후 통근열차와 화물열차를 수용하기 위해 임시역이 개장되었다.
1961년 옛 건물들의 통로 및 지하층을 이용하여 1960년대식의 역이 건설되었다. 카를 라들벡(Karl Radlbeck)이 설계한 디자인은 이전 역의 웅장한 양식을 무시하고 직사각형 건물로 대체하였으며, 조명이 켜진 DB 간판과 시계 (둘 다 건물에 더 이상 부착되지 않음)로만 장식된 커다란 상자 모양의 지붕이 있다. 이 건물은 현재 황폐화되었다.

### 지하철역
1999년 5월 29일, 지하철 6호선(U6)역이 개통되었다. 이 역은 동물원역 인근에 있으며, 지하철 C선 오스트엔트 지선에서 7호선(U7)으로 운영되는 노선이 지난다. 그리고 단치히 광장(Danziger Platz) 일부, 역사 남쪽의 본선역 아래에 있다. 지하철역의 축은 본선역과 교차하며, 장기간 계획된 연장선이 프랑크푸르트-하나우 선 아래를 지나 하나우어 란트슈트라세를 따라 동쪽으로 이어진다.
원래 역 승강장 길이는 프랑크푸르트 지하철의 통상 105 m가 아닌 75 m 길이에 불과했으며, 최대 3량 객차로 열차 운행이 가능했다. 2001년에 승강장을 105 m까지 확장하기 위한 공사가 시작되었고, 2007년 4월 26일에 완공되어 4량 편성의 열차를 무제한으로 이용할 수 있게 되었으며, 동시에 새로운 보행자 통로가 건설되었고, 트램과 버스를 위한 새로운 동역/혼젤슈트라세 역이 개장되었다.

## 운영

### 여객
동쪽으로 가는 대부분의 열차가 오펜바흐를 경유하는 남쪽 본선을 이용하기 때문에 승객들에게 있어 역의 중요성은 크게 줄어들었다. 하나우를 오가는 지역 열차와 뷔르츠부르크와 프랑크푸르트를 오가는 레기오날 익스프레스 열차가 프랑크푸르트 동역에 정차한다.

### 화물

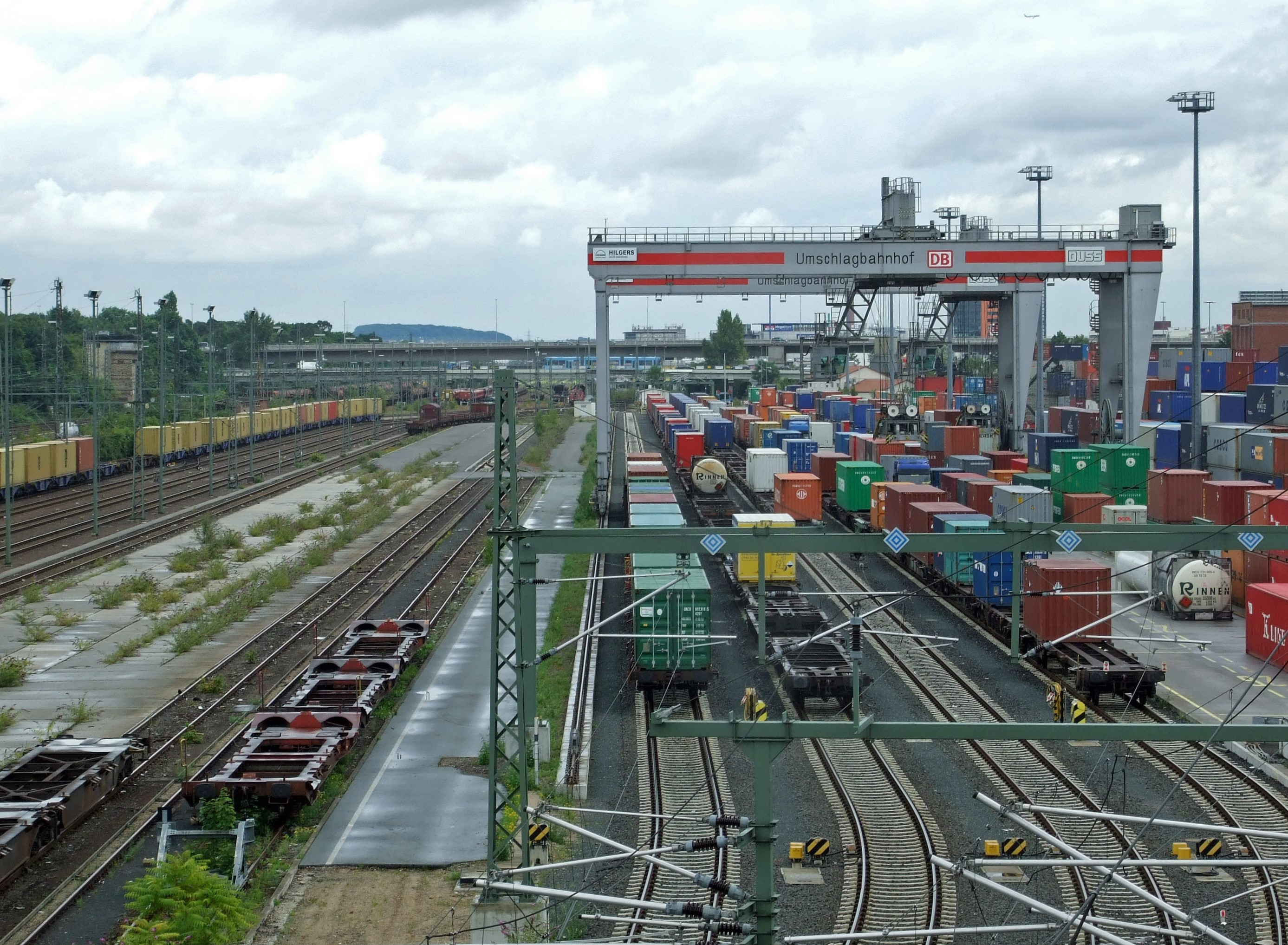
컨테이너 터미널

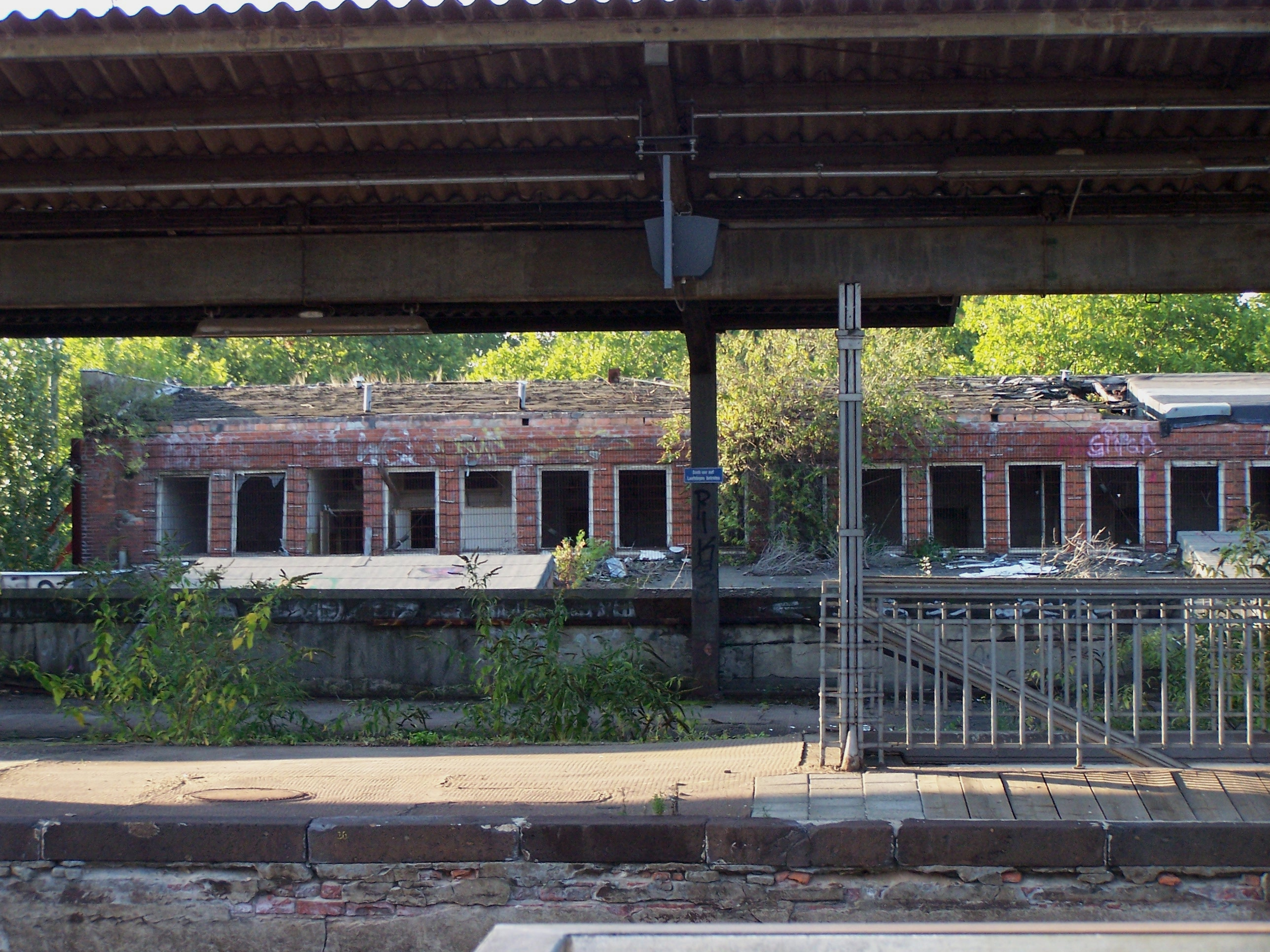
사용되지 않은 승강장

프랑크푸르트 중앙 화물야적장이 폐쇄된 후 프랑크푸르트 동역은 프랑크푸르트 화물 취급의 중심지가 되었다. 야적장은 2003년경부터 확장되어 컨테이너 터미널이 들어서게 되었다. 동역 동쪽의 넓은 지역(이전에는 프랑크푸르트 마인 동부철도 작업장에 사용되었던 지역)은 도로망으로의 출입 경로와 함께 컨테이너 및 운송 차량 주박 공간으로 재개발되었다. 동역 야적장에서 모든 화물열차는 자동차와 광공업 위주로 운행되고 있다.

## 연결 교통
1993년까지 프랑크푸르트 동역은 트램 11호선을 통해 직접 연결되었다. 단치히 광장의 재건의 결과로, 트램 정류장을 인접한 하나우어 람트슈트라세(Hanauer Landstrasse)로 이동했는데, 원래는 건설 공사 완료후 역앞에서 이전 위치에 재건된 정류장을 반환하고자 했다. 비용 문제와 현재 정류장이 구 그로스마르크탈레(Großmarkthalle)을 근거로 유럽 중앙 은행 예정부지와 더 가깝기 때문에, 시 의회는 2002년에 트램 정류장을 현재 위치에서 영구적으로 남기로 결정했다. 1999년부터 동역은 U반 네트워크에 연결되었다.

## 향후 계획
향후 몇 년 내에 S반 북부본선이 프랑크푸르트 동역에서 현재의 프랑크푸르트-하나우 선 옆의 하나우까지 건설될 예정이다. S반 노선의 건설 개시에 대한 결정이 내려질 때까지, 역의 현재 운행상태는 유지될 가능성이 있다.

## 인접역
| DB 레기오 바이에른                               | DB 레기오 바이에른                   | DB 레기오 바이에른                                |
| ------------------------------------------------ | ------------------------------------ | ------------------------------------------------- |
| 프랑크푸르트(마인) 남 프랑크푸르트 중앙역        | RB 54 마인-슈페사르트 철도           | 프랑크푸르트 마인쿠르 밤베르크                    |
| DB 레기오 미테                                   |                                      |                                                   |
| 프랑크푸르트(마인) 남 프랑크푸르트 중앙역        | RB 58 마인-슈페사르트 철도           | 프랑크푸르트 마인쿠르 라우파흐                    |
| 헤센 주영철도                                    |                                      |                                                   |
| 프랑크푸르트(마인) 남 프랑크푸르트 공항 지역열차 | RE 59 마인-슈페사르트 철도           | 하나우 중앙역                                     |
| VIAS                                             |                                      |                                                   |
| 프랑크푸르트(마인) 남 프랑크푸르트 중앙역        | RE 85 오덴발트 철도 (일부 열차 정착) | 마인탈 동 그로스-움슈트라트 비벨스바흐 / 에르바흐 |
| 프랑크푸르트 지하철                              |                                      |                                                   |
| 동물원 프라운하임 헤슈트라세                     | RMV U6                               | 시·종착역                                         |